# Rushsylvania (Ohio)
Rushsylvania es una villa ubicada en el condado de Logan en el estado estadounidense de Ohio. En el Censo de 2010 tenía una población de 516 habitantes y una densidad poblacional de 254,12 personas por km².

## Geografía
Rushsylvania se encuentra ubicada en las coordenadas 40°27′41″N 83°40′16″O / 40.46139, -83.67111. Según la Oficina del Censo de los Estados Unidos, Rushsylvania tiene una superficie total de 2.03 km², de la cual 2.03 km² corresponden a tierra firme y (0%) 0 km² es agua.

## Demografía
Según el censo de 2010, había 516 personas residiendo en Rushsylvania. La densidad de población era de 254,12 hab./km². De los 516 habitantes, Rushsylvania estaba compuesto por el 96.51% blancos, el 0% eran afroamericanos, el 0.78% eran amerindios, el 0.58% eran asiáticos, el 0% eran isleños del Pacífico, el 0.58% eran de otras razas y el 1.55% pertenecían a dos o más razas. Del total de la población el 0.58% eran hispanos o latinos de cualquier raza.